# A Mark, a Mission, a Brand, a Scar
A Mark, a Mission, a Brand, a Scar es el tercer álbum de estudio de la banda estadounidense de rock alternativo Dashboard Confessional. Fue lanzado el 12 de agosto de 2003 a través de Vagrant Records y producido por Gil Norton y Chris Carrabba.

## Antecedentes y lanzamiento
Dashboard Confessional comenzó como un proyecto acústico unipersonal del vocalista y guitarrista Chris Carrabba. El segundo álbum del proyecto The Places You Have Come to Fear the Most (2001), lanzado a través del sello independiente Vagrant Records, contó con una banda completa en algunas de las canciones. El álbum se convirtió en el lanzamiento más vendido de Vagrant. El sencillo principal "Screaming Infidelities" se convirtió en un éxito en las estaciones de radio de rock moderno. El EP So Impossible, realizado en colaboración con el guitarrista Dan Hoerner de Sunny Day Real Estate, fue lanzado en diciembre.
Le siguió una pieza complementaria, el EP Summers Kiss en abril de 2002. Más tarde, en 2002, Dashboard Confessional grabó una actuación para la serie Unplugged de MTV, que luego se lanzó como MTV Unplugged 2.0. A medida que Dashboard Confessional se estaba convirtiendo en un elemento básico en la radio y en MTV, el proyecto solidificó su formación como grupo: Carrabba, el bajista Scott Schoenbeck, el guitarrista John Lefler y el baterista Mike Marsh. En diciembre, Carrabba reveló el título del próximo álbum: A Mark, a Mission, a Brand, a Scar.
El 25 de marzo de 2003, se anunció el lanzamiento de A Mark, a Mission, a Brand, a Scar. En mayo, Carrabba realizó una gira en solitario, antes de unirse a su banda para actuar como telonero de Beck en su gira por Estados Unidos, con fechas que se extenderían hasta junio. Sin embargo, se marcharon abruptamente a mediados de junio alegando "circunstancias fuera de nuestro control". Después de esto, Carrabba realizó algunas exposiciones individuales. "Hands Down" fue lanzado como sencillo el 10 de julio, antes de ser lanzado a la radio de rock moderno cinco días después. Poco después se filmó un vídeo musical para la canción en la ciudad de Nueva York con la directora Nzingha Stewart. A principios de agosto, la banda apareció en Late Show with David Letterman y Last Call with Carson Daly. Inicialmente se planeó lanzar A Mark, a Mission, a Brand, a Scar en julio, antes de ser lanzado finalmente el 19 de agosto a través de Vagrant Records.

## Recepción
A Mark, a Mission, a Brand, a Scar debutó en el número 2 en la lista Billboard 200, vendiendo 122.000 copias en su primera semana. Ha sido certificado oro por la RIAA, lo que significa que ha enviado más de 500.000 copias en los Estados Unidos. De manera similar, "Hands Down" apareció en la lista de las mejores canciones emo de Vulture. Alternative Press clasificó a "Hands Down" en el puesto 51 de su lista de los 100 mejores sencillos de la década de 2000.

## Lista de canciones
Todas las canciones escritas por Chris Carrabba, excepto "Morning Calls" de Carrabba y Mike Stroud.
1. "Hands Down" – 3:06
2. "Rapid Hope Loss" – 3:41
3. "As Lovers Go" – 3:30
4. "Carry This Picture" – 2:53
5. "Bend and Not Break" – 5:06
6. "Ghost of a Good Thing" – 3:45
7. "Am I Missing" – 4:03
8. "Morning Calls" – 4:20
9. "Carve Your Heart Out Yourself" – 3:44
10. "So Beautiful" – 3:27
11. "Hey Girl" – 3:34
12. "If You Can't Leave It Be, Might as Well Make It Bleed" – 3:38
13. "Several Ways to Die Trying" – 6:07

Bonus tracks
1. "This Old Wound" – 4:02
2. "The End of an Anchor" – 5:26

## Posicionamiento en lista
| Lista (2003)                        | Posición |
| ----------------------------------- | -------- |
| Reino Unido (UK Albums Chart)       | 93       |
| Estados Unidos (Billboard 200)      | 2        |
| Estados Unidos (Independent Albums) | 1        |

## Personal
Dashboard Confessional
- Chris Carrabba - voz, guitarra
- Johnny Lefler – guitarra, piano
- Dan Bonebrake - bajo
- Mike Marsh - batería